# Мачала
Мачала (исп. Machala) — город в Эквадоре.

## География и экономика
Мачала находится на юго-западе Эквадора, на тихоокеанском побережье. Город и его порт, Пуэрто-Боливар, являются крупным торгово-транспортным, а также банковским центром южного Эквадора. Через порт осуществляется экспорт бананов, кофе, какао и креветок. Пуэрто-Боливар - крупнейший порт по вывозу эквадорских бананов, а Мачала именуется «банановой столицей». В городе и его окрестностях располагаются многочисленные предприятия по переработке сельскохозяйствнной продукции. Мачала имеет небольшой аэропорт (Aeropuerto General Manuel Serrano).
Численность населения Мачалы составляет 228.351 человек (на 2005 год). Город является административным центром провинции Эль-Оро.

## История
Мачала впервые упоминается в 1537 году как небольшое индейское поселение. Нынешний город был построен по изданному в 1763 году указу губернатора Гуаякиля, направленному на активизацию поселенческой политики испанских колониальных властей, привлекавших переселенцев из Испании в плодородные районы южного Эквадора. В 1784 году королевская аудиенсия Кито образует округ Мачала в составе провинции Гуаякиль и способствует созданию там обширных плантаций какао.
После провозглашения независимости Гуаякиля в 1820 году Мачала присоединяется к нему. В 1824 она входит отдельным кантоном в государство Новая Гранада, в 1830 — в состав Эквадора. В 1883 году строится гавань Пуэрто-Боливар в 7 километрах от городского центра, на берегу Тихого океана. В 1884 году Мачала становится административным центром образованной в том же году провинции Эль-Оро. В 1900 году к городу была проложена железнодорожная линия. Во время Перуано-эквадорской войны, в 1941 году город и порт подверглись сильным бомбардировкам перуанскими ВВС, а затем были захвачены перуанскими войсками. Перуанские части были выведены лишь в 1942 году, после заключения мирного договора в г. Рио-де-Жанейро.
С 1969 года Мачала — центр католического епископства.